# سيمو ليو
سيمو ليو (مواليد 19 أبريل 1989) هو ممثل ومؤلف كندي- صيني ولد في مدينة هاربن في الصين.

## روابط خارجية
- سيمو ليو على موقع IMDb (الإنجليزية)
- سيمو ليو على موقع ميتاكريتيك (الإنجليزية)
- سيمو ليو على موقع روتن توميتوز (الإنجليزية)
- سيمو ليو على موقع قاعدة بيانات الأفلام العربية
- سيمو ليو على موقع ألو سيني (الفرنسية)
- سيمو ليو على موقع ميوزك برينز (الإنجليزية)
- سيمو ليو على موقع قاعدة بيانات الأفلام السويدية (السويدية)
- سيمو ليو على موقع أول ميوزيك (الإنجليزية)
- سيمو ليو على موقع ديسكوغز (الإنجليزية)
- سيمو ليو على موقع قاعدة بيانات الفيلم (الإنجليزية)